# Ольтен
О́льтен (нем. Olten) — город в Швейцарии, центр округа Ольтен, находится в кантоне Золотурн.
Население составляет 18 389 человека (на 31 декабря 2017 года). Официальный код — 2581.
В городе расположен нулевой километр Швейцарии.

## Фотографии

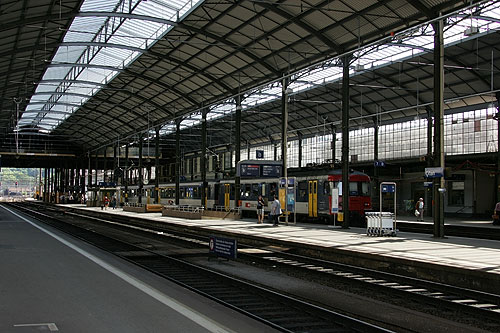
Вокзал
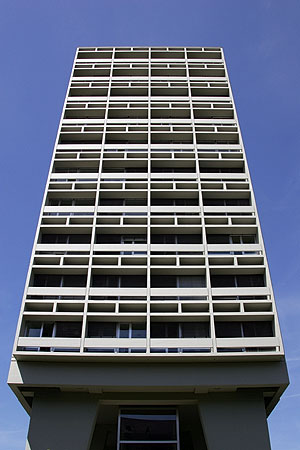
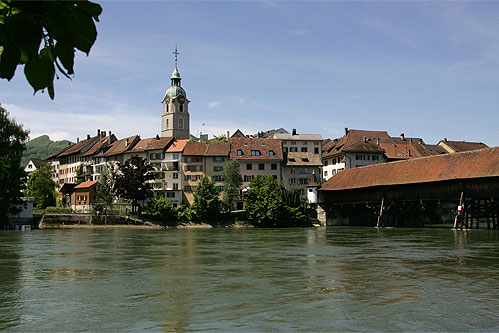
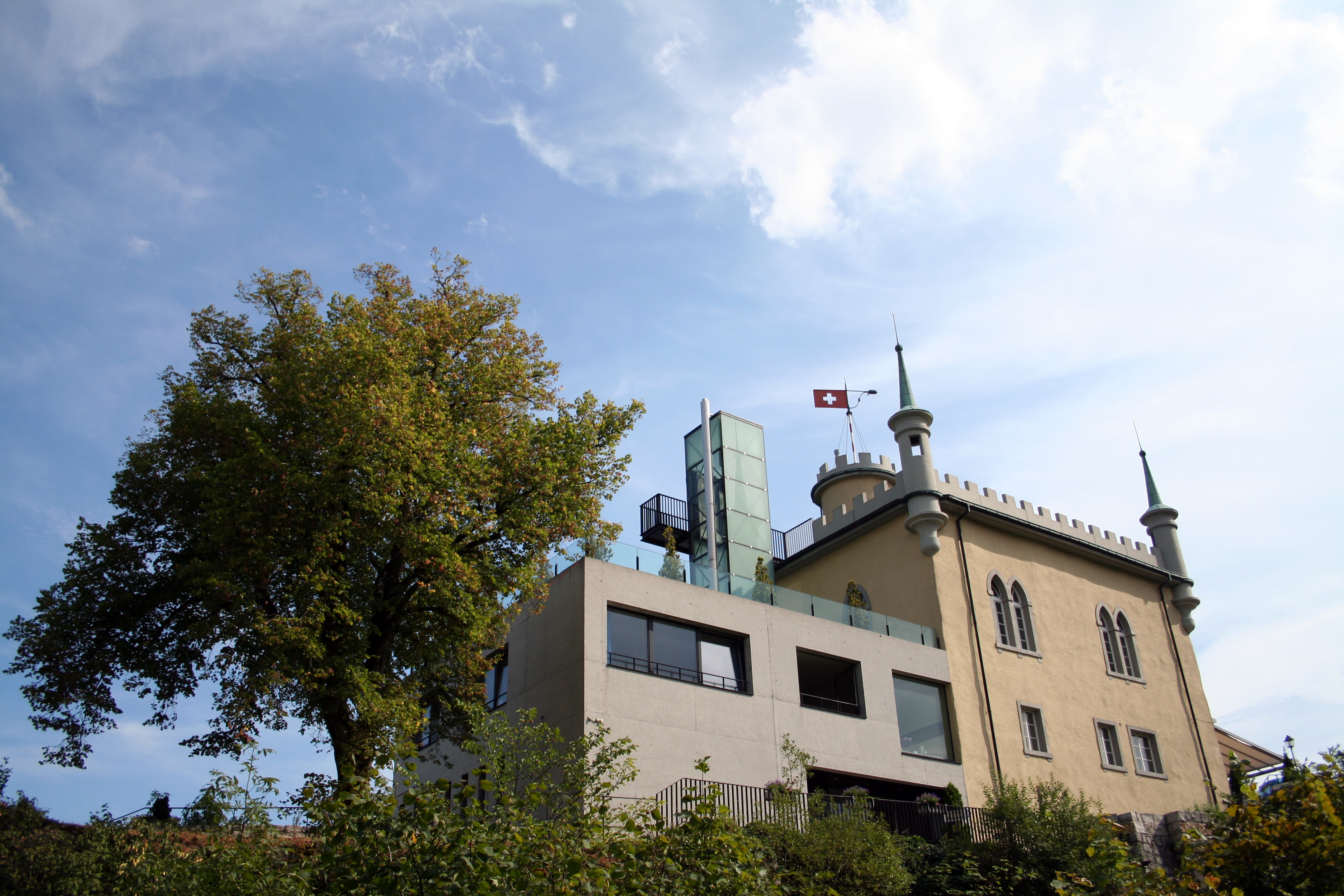
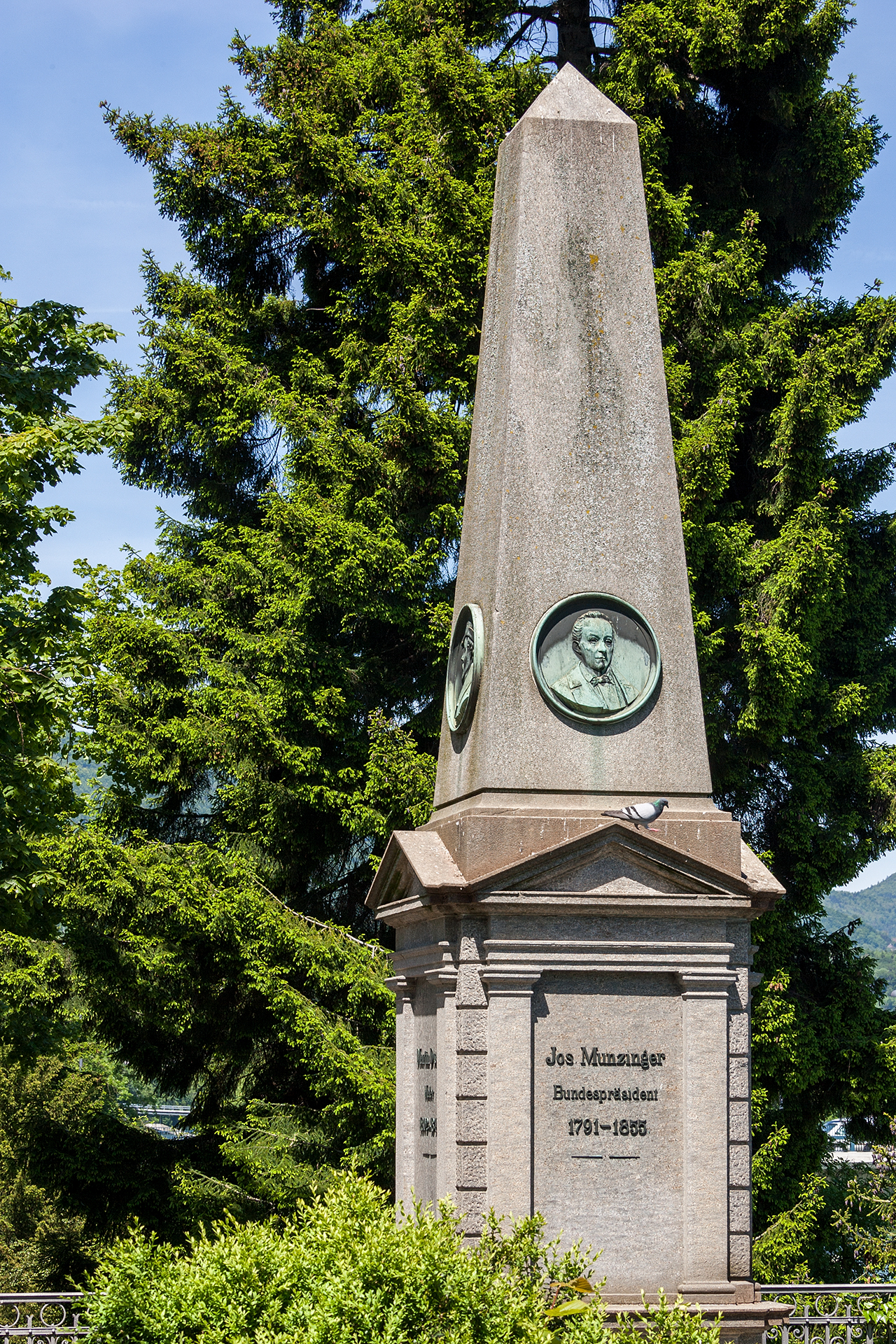
Памятник
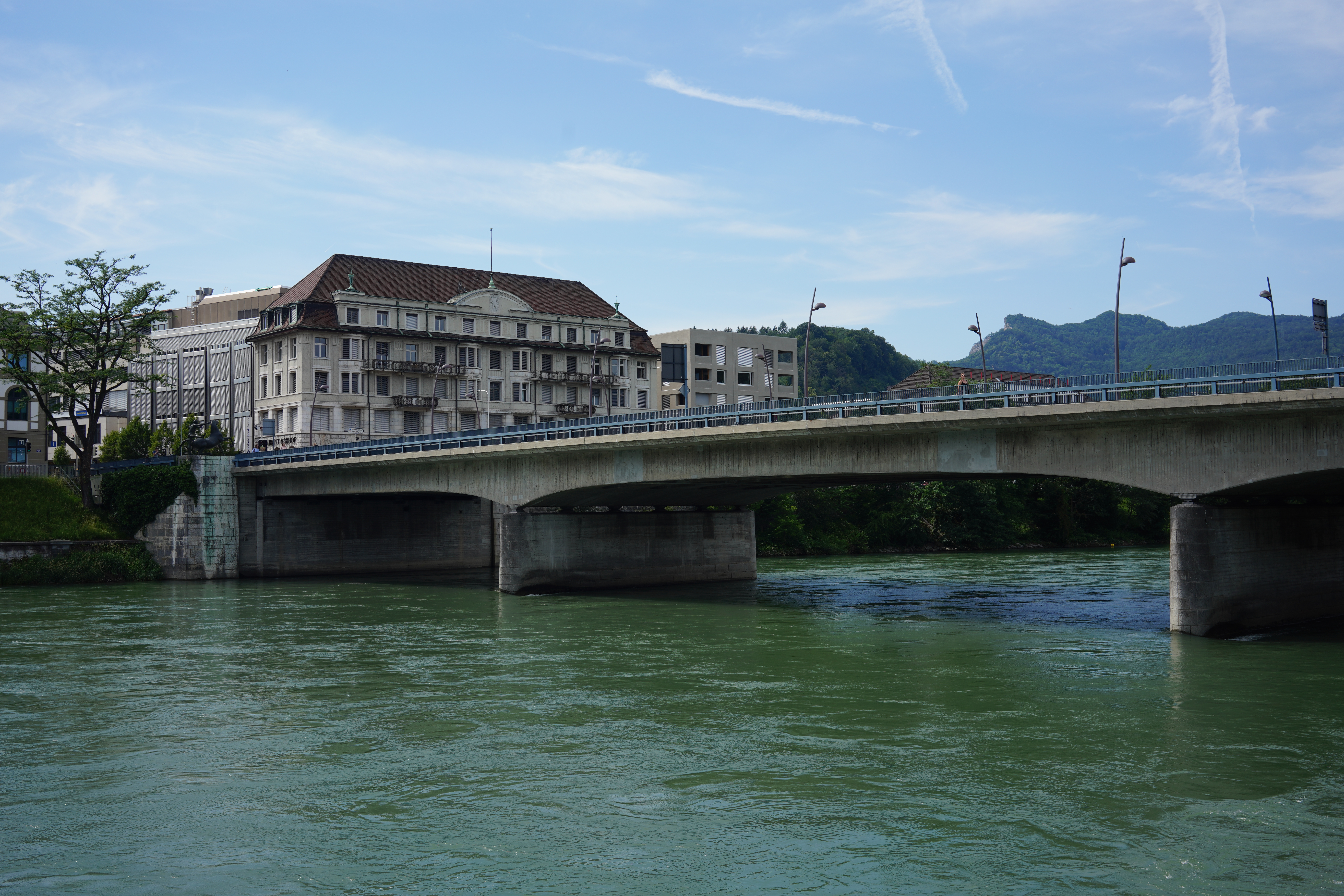
Вид с железнодорожного вокзала на реку Ааре
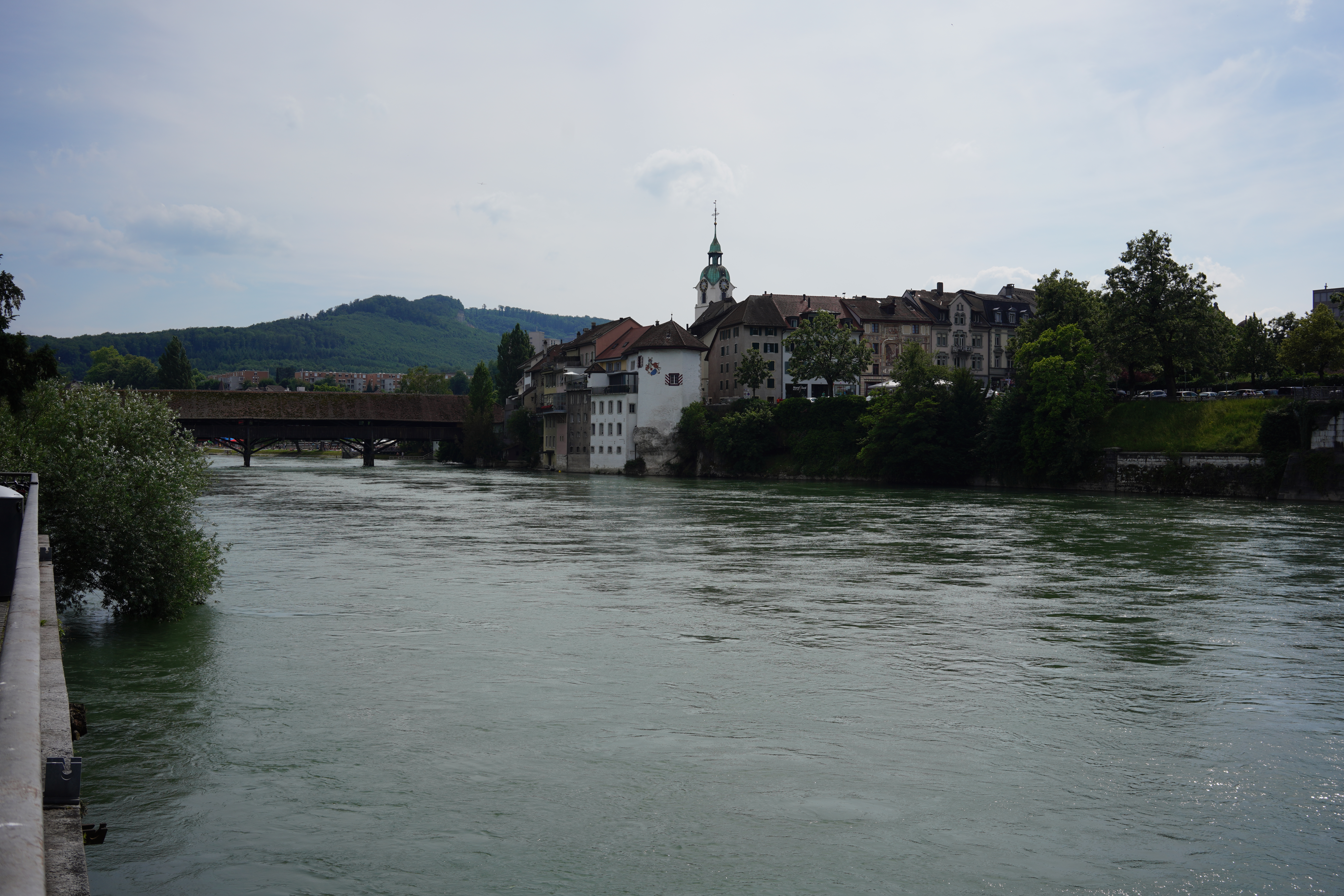
Вид с железнодорожного вокзала влево на реку Ааре